# (29457) Marcopolo
(29457) Marcopolo est un astéroïde de la ceinture principale.

## Description
(29457) Marcopolo est un astéroïde de la ceinture principale. Il fut découvert par Vittorio Goretti le 25 septembre 1997 à Pianoro. Il présente une orbite caractérisée par un demi-grand axe de 2,429 UA, une excentricité de 0,193 et une inclinaison de 2,23° par rapport à l'écliptique.
Il fut nommé en hommage à l'explorateur vénitien Marco Polo (1254-1324).

## Compléments